# Вилла Латтес
Вилла Латтес (итал. Villa Lattes) — вилла (загородный дом), расположенная в Истране, в провинции Тревизо области Венето, северо-восточная Италия. Построена в 1735—1742 годах по заказу Паоло Таманьино и по проекту венецианского архитектора Джорджо Массари. Вилла получила название по имени последнего владельца, юриста Бруно Латтеса. Она известна своим музеем диковинных вещей, приобретённых Бруно Латтесом во время его дальних путешествий. В коллекции сохранились причудливые игрушки-автоматы, механизмы и музыкальные шкатулки. Вилла Латтес может похвастаться одной из самых богатых коллекций музыкальных шкатулок в Европе.

## История
Вилла Латтес была построена по заказу богатого венецианского торговца Паоло Таманьино; она изображена на мраморном овальном барельефе, сохранившимся в небольшой церкви, пристроенной к вилле. Вилла Латтес считается первой значимой работой Джорджо Массари, поскольку венецианский архитектор работал над её строительством с юных двадцати восьми лет. По всей вероятности, между архитектором и богатым торговцем, заказчиком проекта, существовали дружеские, если не родственные отношения, и эта гипотеза подтверждается тем фактом, что Массари стал наследником виллы после смерти заказчика Паоло Таманьино.
Не сохранилось никаких документов, подтверждающих авторство архитектора Массари, но она приписывается ему по очевидным признакам его стиля и родственным связям. Когда заказчик виллы умер в 1735 году, уже немолодой Массари женился на его вдове Пизане Бьянкони, с которой он провёл свои последние годы на вилле, которую сам проектировал; некоторые гипотезы предполагают старую скрытую любовь, продолжавшуюся во время брака и благополучно завершившуюся после смерти Таманьино. В действительности этот брак служил способом объединения скудных доходов. После смерти Массари в 1766 году, по завещанию Таманьино, предвидевшего такую жизненную ситуацию, вилла со всей прилежащей к ней землёй перешла к Джандоменико Бьянки; с 1772 года принадлежал семье Негри, а в 1842 году была приобретена Абрамо Латтесом.
Последним владельцем виллы был адвокат Бруно Латтес, унаследовавший виллу от отца. Он посвятил время и силы восстановлению утраченного великолепия сооружения. Бруно Латтес был наследником богатой еврейской семьи, поселившейся в Тревизо в начале XIX века. В возрасте двадцати трёх лет он получил квалификацию преподавателя гражданского права. Он был любителем музыки, искусств, хорошей еды и красивых женщин, смог сделать безупречную карьеру, настолько, что считался одним из крупнейших гражданских юристов Тревизо. После ухода из юридической профессии, он посвятил свою жизнь вилле и благотворительной деятельности. Мебель, парк и многие предметы, привезённые из его долгих путешествий с любовью к искусству, превратили виллу в уникальный музей.
По указанию Латтеса после его смерти вилла была передана муниципалитету Тревизо, но покупка по разным причинам не состоялась. Только в 2004 году муниципальная администрация приобрела виллу и в 2013 году начала реставрационные работы и организацию нового музея.

## Архитектура
Композицию виллы образуют центральный корпус, два симметричных корпуса меньшей высоты и два павильона позади. Главный и вспомогательные корпуса соединяют две изогнутые крытые арочные галереи — «баркессы» (итал. barchessa — «лодочка»), как подобные галереи называл Андреа Палладио. Изначально такие галереи предназначались для сельскохозяйственной деятельности. Ко входу в центральный корпус можно пройти через небольшой, но ухоженный парк. У окружающей виллу стены стоит церковь.
По центральной оси располагаются входные ворота, раскрывающиеся в сад, центральный зал главного здания и длинная аллея, отмеченная скульптурами и завершённая нимфеем. Характерным элементом является типично палладианская серлиана: арочное окно между двумя архитравными проемами, повторяющаяся на фасаде на всех трёх этажах.
Небольшой парк выглядит в том виде, в каком его оставил Латтес примерно в 1930-х годах. Проект и расположение растений, водоёмов и статуй разработал архитектор Гвидо Костанте Суллам, который, следуя плану Массари, сохранил эллипсоидный периметр палисадника, разместил фонтан и декоративные скульптуры. Благодаря гармоничному сочетанию зелени, водоёмов и архитектуры виллы южный сад представляет собой своего рода «locus amoenus» (прелестный уголок), удовлетворяющий душу и интеллект в мягкой и мирной сельской местности Тревизо.

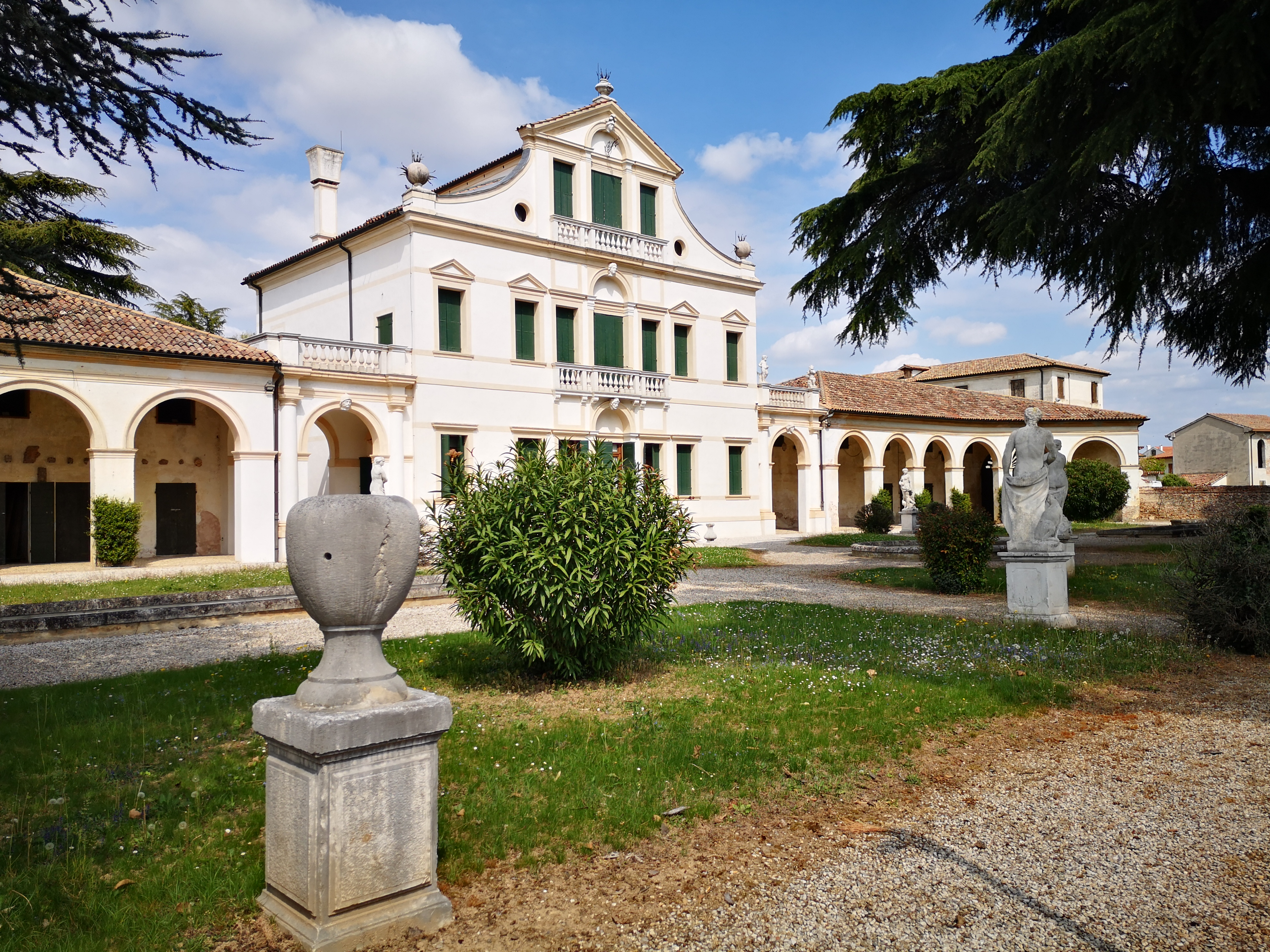
Общий вид виллы
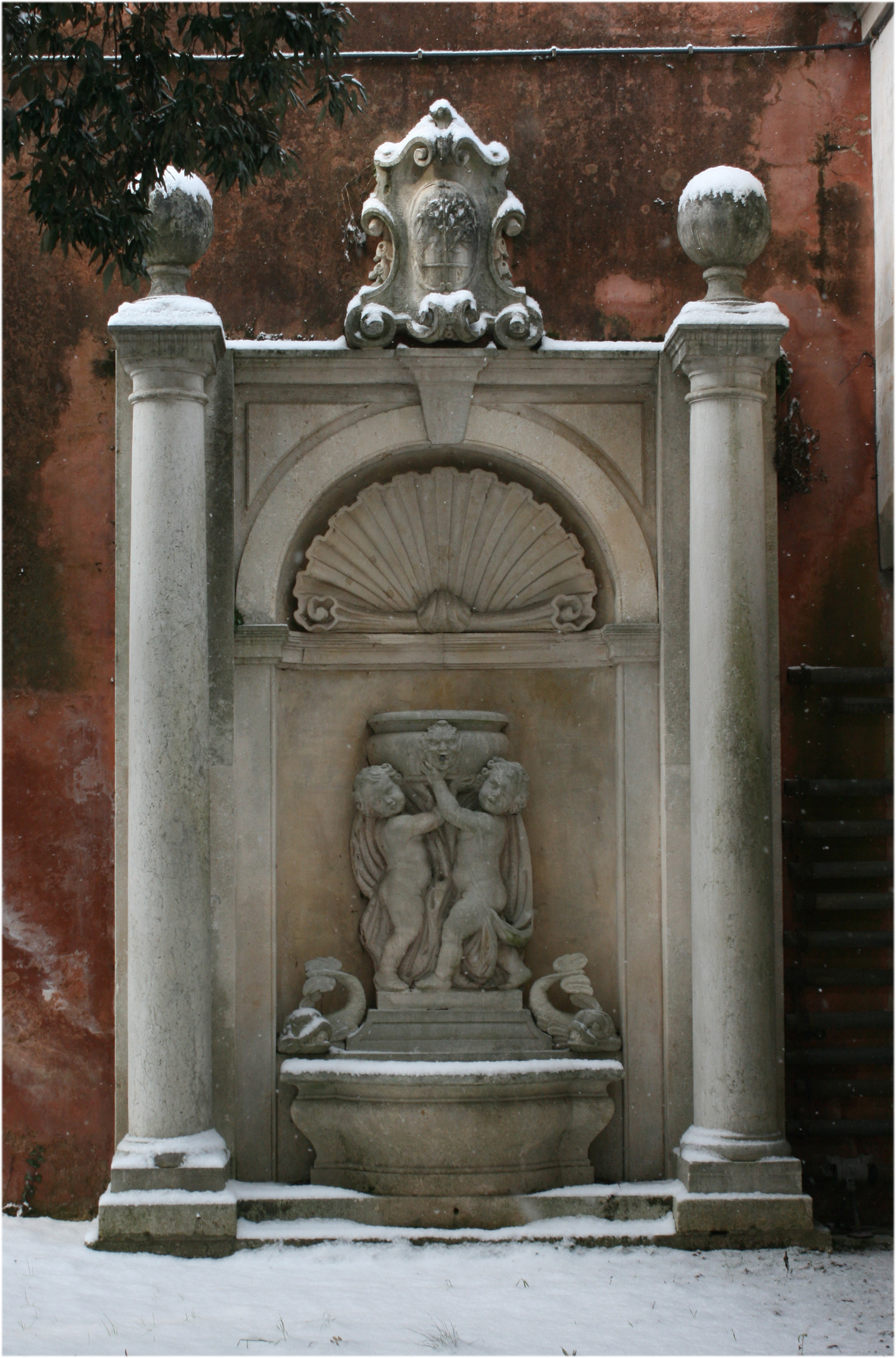
”Фонтан путти”
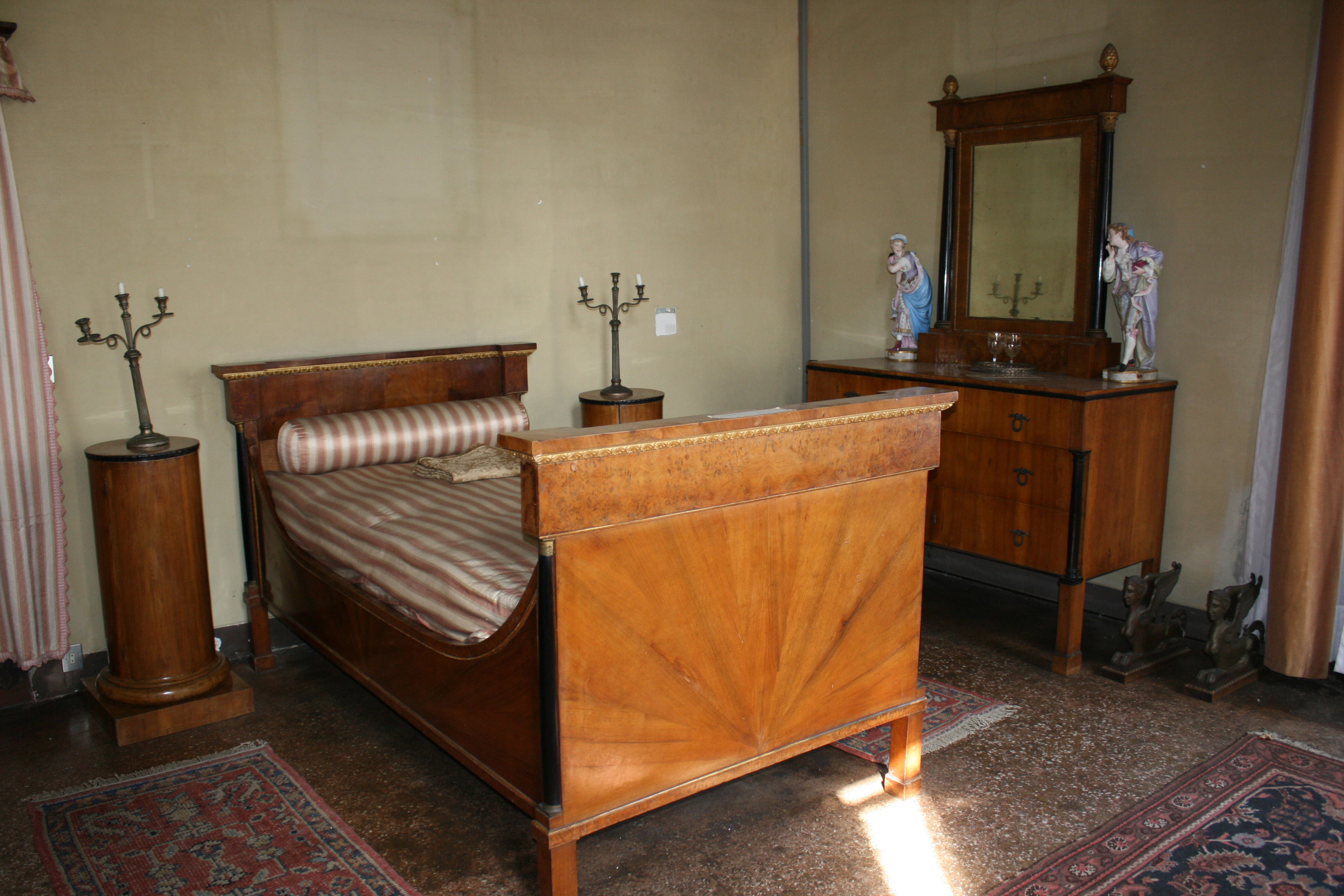
Интерьер
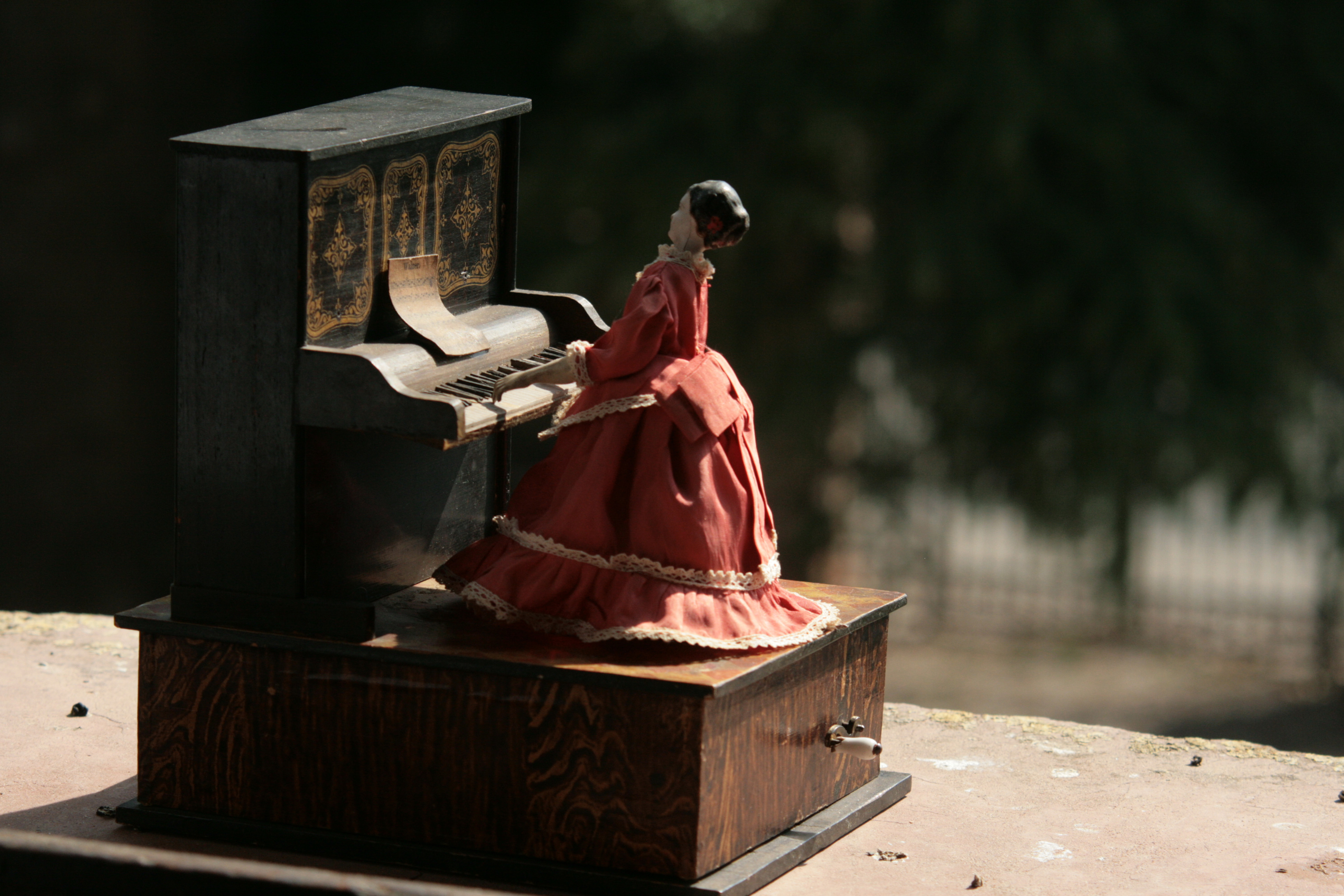
Музыкальная игрушка “пианистка”
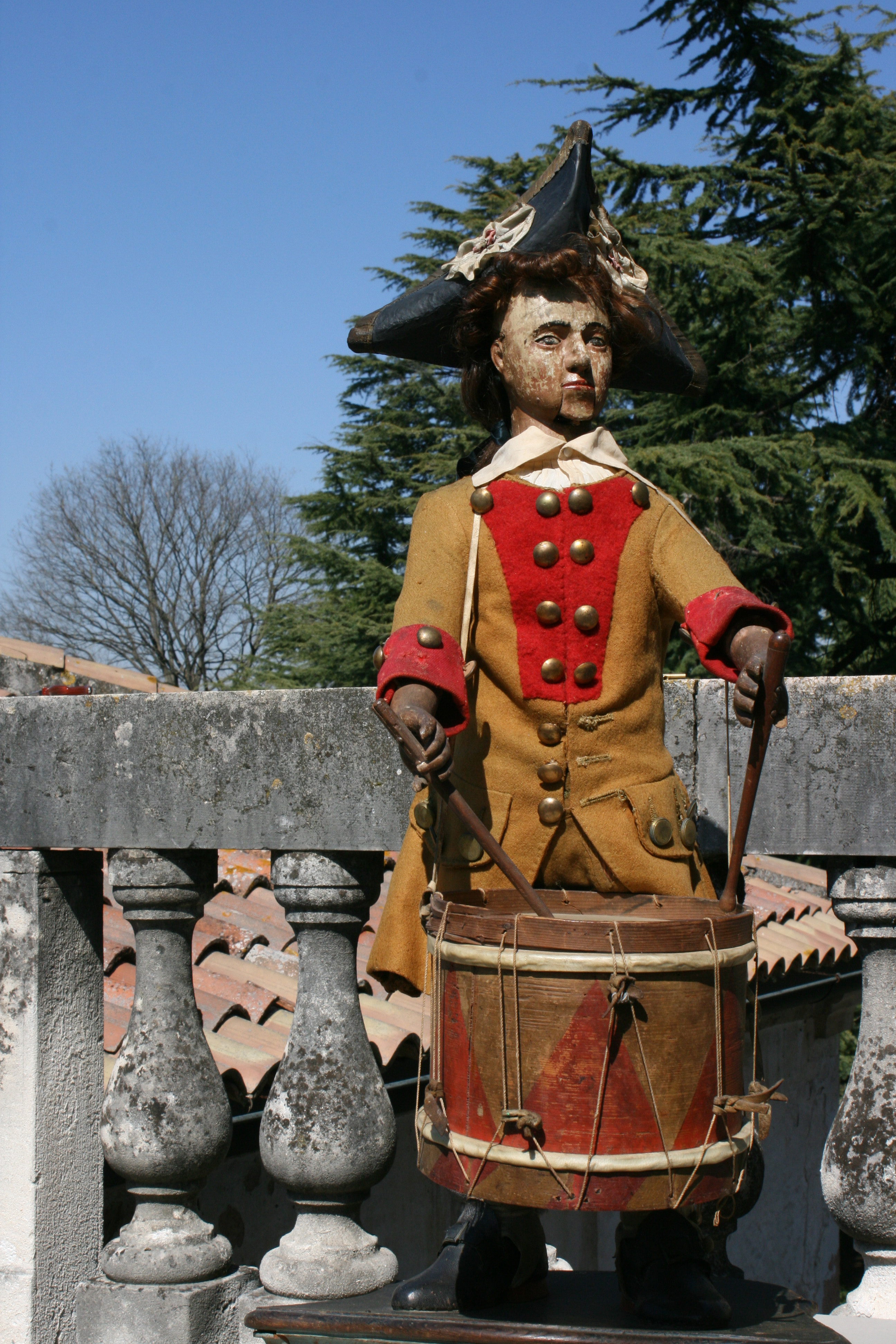
Барабанщик
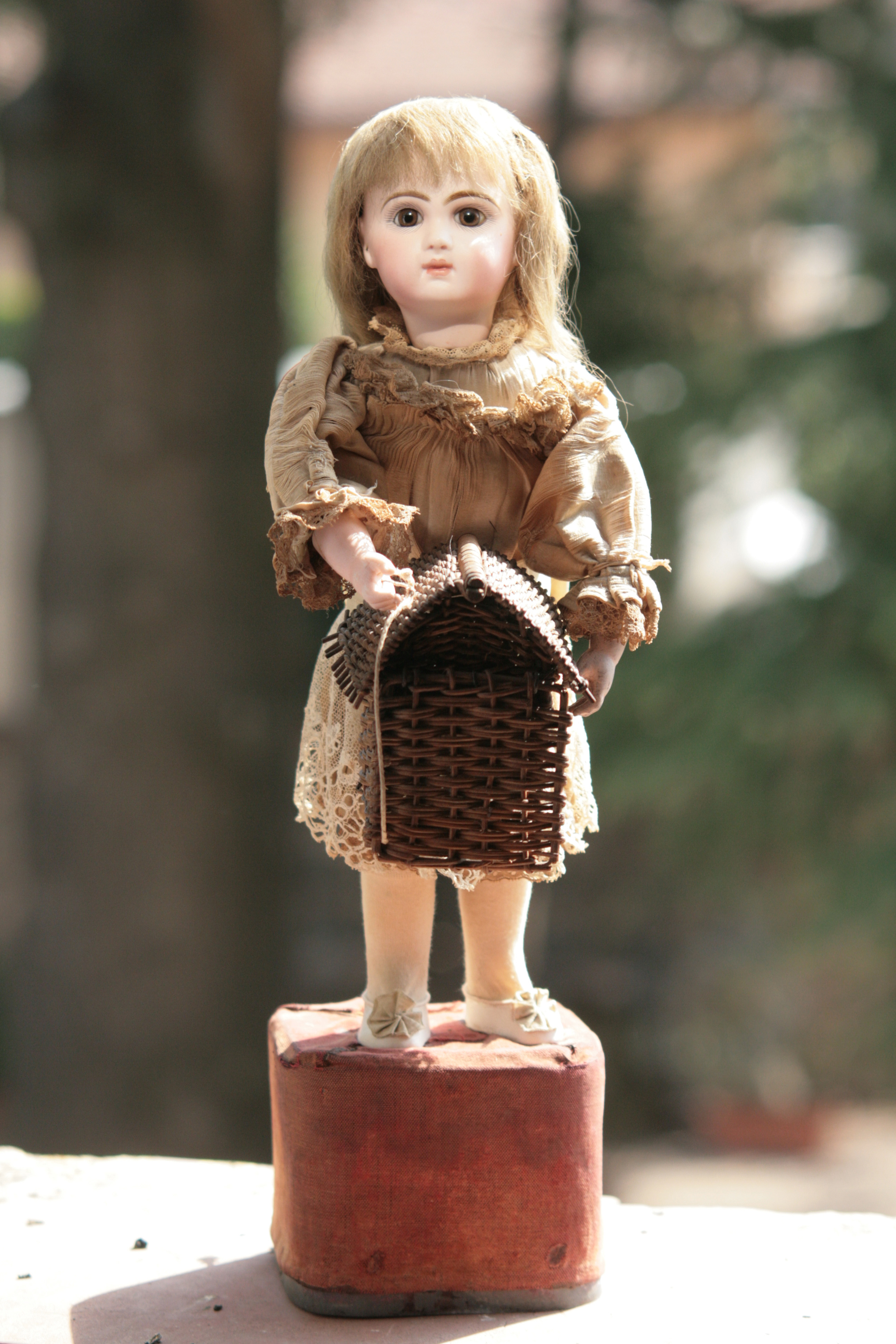
Девочка с клеткой

## Музей виллы
Среди предметов личной коллекции Латте — предметы восточного искусства, китайский императорский штандарт, керамика «селадон», изделия из стекла и перегородчатые эмали.
В своей книге «Воспоминания юриста-оптимиста» адвокат Латтес выразил желание собрать в своей жизни всё радостное и бурлескное и отторгать то, что пугает. Его коллекция механических игрушек, которые по сути являются музыкальными предметами, отражает его страсть к музыке: с юных лет он увлекался игрой на виолончели. В 1953 году Латте приветствовал одного из величайших специалистов в области механизмов Альфреда Шапюи, который в те годы собирался написать трактат «История музыкальных шкатулок и механической музыки». Коллекция Латтеса весьма разнообразна: от простой музыкальной шкатулки до «монферрины» и так называемой фисгармонии. Музыкальные шкатулки часто прячут внутри шкатулок или украшений, предполагая эффект неожиданности. Среди игрушек есть куклы, человечки или животные, которые двигаются, совершая разные жесты, похожие на движения музыкантов.